# Lijst van burgemeesters van Maurik
Dit is een lijst van burgemeesters van de voormalige Nederlandse gemeente Maurik die op 1 januari 1999 is opgegaan in de gemeente Buren. In 1811 werd de burgemeester aangeduid als maire van Eck en Wiel, Maurik en Ingen.
| Ambtsperiode | Naam burgemeester                                                                    | Partij of stroming | Bijzonderheden |
| ------------ | ------------------------------------------------------------------------------------ | ------------------ | --- |
| 1811         | C. van Wijk                                                                          |                    | maire |
| 1811 - 1813  | Jan Gijsbert Ludolph Adriaan van Neukirchen genaamd Nijvenheim, heer van Eck en Wiel |                    | maire. Begin 1813 werd hij Frans baron de l'Empire, in 1814 werd hij Nederlands jonkheer en in 1822 werd zijn nageslacht erkend als baron |
| 1813 - 1817  | J. van Ommeren                                                                       |                    | schout |
| 1818 - 1863  | D. de Rooy                                                                           |                    | schout, sinds 1825 burgemeester |
| 1863 - 1891  | Albertus Verbrugh Rijksz.                                                            |                    | |
| 1891 - 1893  | mr. Gerardus Louis Cornelis van Rossen Hoogendijk                                    |                    | |
| 1893 - 1901  | Johan Hendrik Coldeweij                                                              |                    | |
| 1901 - 1930  | Marius Hendrik Wouter Verbrugh                                                       |                    | |
| 1930 - 1931  | Frederik Frans van der Ven                                                           |                    | |
| 1931 - 1934  | mr. Willem Isaäc Doude van Troostwijk                                                |                    | |
| 1934 - 1944  | Cornelis Magdalenus Benjamin Kamp                                                    |                    | |
| 1944 - 1945  | H. de Moree                                                                          | NSB                | waarnemend |
| 1945         | J.H. van Heteren                                                                     |                    | waarnemend |
| 1945         | Jhr. Steven Mathijs Snouck Hurgronje                                                 | CHU                | waarnemend |
| 1945 - 1954  | Cornelis Magdalenus Benjamin Kamp                                                    |                    | tevens burgemeester van Lienden |
| 1954 - 1978  | Cornelis Simon Adriaan Albarda                                                       |                    | |
| 1978 - 1979  | John de Prieëlle                                                                     | CHU                | waarnemend |
| 1979 - 1997  | Dick (D.Chr.) Hoek                                                                   | PvdA               | |
| 1997 - 1998  | Ber (E.A.) Lukkassen                                                                 | PvdA               | waarnemend |
| 1998 - 1999  | Henk (H.L.) van der Wende                                                            | D66                | waarnemend |